# Shankar Dayal Sharma

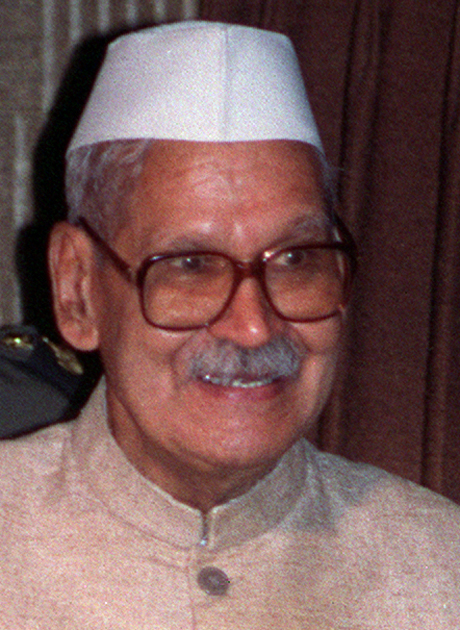
Shankar Dayal Sharma (1993)

Shankar Dayal Sharma (* 19. August 1918 in Bhopal; † 26. Dezember 1999 in Delhi) war ein indischer Gelehrter und Politiker und von 1992 bis 1997 Präsident der Republik Indien.

## Leben
Shankar Dayal Sharma studierte Englische Literatur, Hindi und Sanskrit und erhielt einen Ph.D. in Jura in Cambridge. Er lehrte Recht an der Lucknow University und an der Universität Cambridge. Während der 1940er Jahre schloss er sich dem Indischen Nationalkongress an. 1952 wurde er Chief Minister von Bhopal. Präsident des Indischen Nationalkongresses war er 1972 bis 1974. Von 1984 bis 1987 war er Gouverneur der Bundesstaaten Andhra Pradesh (1984–1985), Punjab (1985–1986) und Maharashtra (1986–1987). Von 1987 bis 1992 war er Vizepräsident Indiens. Am 13. Juli 1992 wurde er als Kandidat der Kongresspartei, der kommunistischen Parteien, sowie einiger Regionalparteien zum Präsidenten Indiens gewählt. Er amtierte bis 1997.

## Ehrungen
Die University of Cambridge verlieh ihm 1993 die Ehrendoktorwürde.